# آلف کیوش
آلف کیوش (انگلیسی: Alv Kjøs; ۴ ژوئن ۱۸۹۴ – ۱۴ آوریل ۱۹۹۰) سیاستمدار، و کشاورز اهل نروژ بود.